# Psylliodes laevicollis
Psylliodes laevicollis là một loài bọ cánh cứng trong họ Chrysomelidae. Loài này được Dufour miêu tả khoa học năm 1851.